# 遺贈
遺贈（いぞう）とは、遺言により人（自然人、法人を問わない）に遺言者の財産を無償（法律上の無償の意。一定の負担を要求できるが対価性があってはならない）で譲ることである。遺贈は単独行為である点で、契約である死因贈与と異なる。
- 民法について以下では、条数のみ記載する。

## 遺贈の当事者

### 受遺者
遺贈を受ける者を受遺者という。
受遺者は被相続人の相続開始時に生存している者でなければならない。ただし、胎児は、遺贈については既に生まれたものとみなされるため受遺能力がある（965条・886条）。遺言者の死亡以前に受遺者が死亡したときは、遺贈は効力を生じない（994条1項）。停止条件付き遺贈の場合、受遺者が条件成就前に死亡したとき遺贈は効力を生じないが、遺言者が遺言で別段の意思表示をしたときはそれに従う（994条2項）。
また、受遺者には相続の場合と同様に欠格事由がないことも必要である（965条・891条）。
包括遺贈の場合の包括受遺者は相続人と同一の権利義務を持つとされており相続人と同一の法的地位となる（990条）。そのため、後述のように包括受遺者と特定受遺者とでは法律上の扱いが異なる。
遺贈が効力を生じなかったり放棄により効力を失ったときは、受遺者が受けるべきであったものは相続人に帰属するが、遺言者が遺言で別段の意思表示をしたときはそれに従う（995条）。
受遺者が遺贈の放棄または承認をせずに死亡したときは、その相続人は自己の相続権の範囲内で遺贈の承認または放棄をすることができるが、遺言者が遺言で別段の意思表示をしたときはそれに従う（988条）。

### 遺贈義務者
遺贈を履行する義務は、原則として相続人が負う（第896条）。包括受遺者も遺贈を履行する義務を負う（990条・896条）。相続人のあることが明らかでない場合には相続財産清算人が（957条1項）、遺言執行者がいるときはその者が遺贈を履行する義務を負う（1012条1項）。

## 遺贈の目的

### 遺贈の種類

#### 包括遺贈
遺産の全部または一部を割合をもって示し対象とする場合を包括遺贈という。
包括受遺者は相続人と同一の権利義務を持つ（990条）。そのため、遺言者に借金などの消極財産があれば遺贈の割合に従って引き受けなければならない。また、包括遺贈の放棄は自己のために遺贈のあったことを知った日から3ヶ月以内に家庭裁判所に対して申述をしなければならない（990条・915条1項）。
なお、「全財産を妻Xに遺贈する（または、相続させる）。ただし、子Yが18歳に達した時にはYが当該財産を受け継ぐこととする」といった、順次財産を受け継ぐ者を指定する形の遺贈を、後継ぎ遺贈という。後継ぎ遺贈について民法は何ら定めていないため、この形態の遺贈が認められるかどうかについて解釈が定まっていない。判例は認めている（最判1983年（昭和58年）3月18日家月36巻3号143頁）が、否定説も有力である。また、仮に後継ぎ遺贈が認められるとしても、相続開始後に法的状態の不安定化および手続上の煩雑さといった弊害を生むことになる。
2007年9月30日に施行された現行信託法においては、新たに後継ぎ遺贈型受益者連続信託が認められている（信託法3条2号・88条1項・89条2項）。これにより、後継ぎ遺贈と同様の効果を得ることができる。ただし、この場合の相続税の課税関係については明らかになっていないため、注意が必要である。

#### 特定遺贈
具体的な特定財産を対象とする場合を特定遺贈という。特定遺贈の場合は遺言による指定がない限り借金など消極財産を引き継ぐことはない。特定遺贈の放棄は遺贈者の死後いつでもできる（986条）。ただし、利害関係人は特定受遺者に対して催告することが認められている。特定遺贈の目的物は、遺言者の死亡と同時に直接受遺者に移転するとした判例がある（大判大正5年11月8日民録22輯2078頁）。

#### 負担付遺贈
遺贈者が受遺者に対して対価とは言えないほどの義務を負担するよう求める場合を負担付遺贈という。受遺者は遺贈の目的の価値を超えない限度においてのみ、負担した義務を履行しなければならない（1002条1項）。
受遺者が遺贈を放棄すれば、負担の利益を受けるべき者は自ら受遺者になれるが、遺言者が遺言で別段の意思表示をしたときはそれに従う（1002条2項）。
負担付遺贈を受けた者が義務を履行しないときは、相続人または遺言執行者は相当の期間を定めて履行を催告でき、なお履行がないときは遺言の取消しを家庭裁判所に請求できる（1027条・1015条）。

### 担保責任等
- 不特定物の遺贈義務者の担保責任
  - 不特定物を遺贈の目的とした場合において、受遺者がこれにつき第三者から追奪を受けたときは、遺贈義務者は担保責任を負う（998条1項）。
  - 不特定物を遺贈の目的とした場合において、物に瑕疵があったときは、遺贈義務者は、瑕疵のない物をもってこれに代えなければならない（998条2項）。
- 遺贈の物上代位
  - 遺言者が、遺贈の目的物の滅失・変造・占有喪失によって第三者に対して償金を請求する権利を有するときは、その権利を遺贈の目的としたものと推定する（999条1項）。
  - 遺贈の目的物が、他の物と付合または混和した場合において、遺言者が合成物又は混和物の単独所有者又は共有者となったときは、その全部の所有権又は持分を遺贈の目的としたものと推定する（999条2項）。
- 第三者の権利の目的である財産の遺贈
  - 遺贈の目的である物又は権利が遺言者の死亡の時において第三者の権利の目的であるときは、受遺者は、遺贈義務者に対しその権利を消滅させるべき旨を請求することができない。ただし、遺言者がその遺言に反対の意思を表示したときは、この限りでない（1000条）。
- 債権の遺贈の物上代位
  - 債権を遺贈の目的とした場合において、遺言者が弁済を受け、かつ、その受け取った物がなお相続財産中に在るときは、その物を遺贈の目的としたものと推定する（1001条1項）。
  - 金銭を目的とする債権を遺贈の目的とした場合においては、相続財産中にその債権額に相当する金銭がないときであっても、その金額を遺贈の目的としたものと推定する（1001条2項）。

## 遺贈の対抗要件
説明の便宜上、次のとおり略語を用いる。
- 登記法 - 不動産登記法（平成16年6月18日法律第123号）
- 登記令 - 不動産登記令（平成16年12月1日政令第379号）
- 登記規則 - 不動産登記規則（平成17年2月18日法務省令第18号）
- 記録例 - 不動産登記記録例（2009年（平成21年）2月20日民二500号通達）

### 遺贈と登記
遺贈により不動産の所有権が移転した場合、登記をしないと第三者に対抗できない（最二判昭和39年3月6日）。
一方、相続人の一部に対して特定の遺産を「相続させる」旨の遺言によって不動産を取得した者は、その権利を登記なくして第三者に対抗できる（最二判平成14年6月10日）。

### 遺言書の記載と登記原因
- 原則
  - 遺言書の文言に従い、登記原因を決定する。その分類は以下の通りである。
    - 相続人全員に対して「相続させる」旨の遺言については「相続」（昭和47年8月21日民甲3565号回答）
    - 相続人全員に対して「特定遺贈する」旨の遺言については「遺贈」（昭和58年10月17日民三5987号回答）
    - 相続人の一部に対して「相続させる」旨の遺言については「相続」（既述判例参照）
    - 相続人の一部に対して「遺贈する」旨の遺言については「遺贈」（特定遺贈につき昭和48年12月11日民三8859号回答）
    - 相続人以外の者に対して「相続させる」旨の遺言については「遺贈」（相続人でない者が相続をすることはできない）

- 例外
  - 相続人全員に対して「包括遺贈する」旨の遺言については、登記原因は「相続」とする（昭和38年11月20日民甲3119号電報回答）。また、相続人以外の者に対して「相続させる」旨の遺言については、相続人でない者が相続をすることはできないので、登記原因は「遺贈」となる（登記研究480-131頁）。

### 登記申請情報（一部）
登記の目的（登記令3条5号）は、不動産の所有権全部を遺贈によって取得した場合、「登記の目的　所有権移転」と記載する（記録例198）。その他の具体例については所有権移転登記を参照。
登記原因及びその日付（不動産登記令3条6号）のうち、登記原因は包括遺贈・特定遺贈のいずれであっても「遺贈」である（記録例198）。
原因日付は原則として遺言者の死亡の日である（985条1項）が、停止条件を付した遺贈において、条件成就が遺言者の死亡後であるときは、条件が成就した日である（985条2項）。
原因と日付を組み合わせて、「原因　平成何年何月何日遺贈」と記載する（記録例198）。
登記申請人（不動産登記令3条1号）は、所有権を得る者を登記権利者とし、失う者を登記義務者として記載する。受遺者の単独申請によることはできない（昭和33年4月28日民甲779号通達）。なお、法人が申請人となる場合、以下の事項も記載しなければならない。
- 原則として申請人たる法人の代表者の氏名（登記令3条2号）
- 支配人が申請をするときは支配人の氏名（一発即答14頁）
- 持分会社が申請人となる場合で当該会社の代表者が法人であるときは、当該法人の商号又は名称及びその職務を行うべき者の氏名（平成18年3月29日民二755号通達4）。

包括遺贈の場合、民法上は受遺者は相続人と同一の権利義務を有するものの、登記手続上は登記権利者として相続人または遺言執行者との共同申請で行う（昭和33年4月28日民甲779号通達）。ただし、受遺者が遺言執行者として指定された場合は、登記権利者かつ登記義務者として事実上の単独申請で行う（大正9年5月4日民事1307号回答）。
登記義務者の氏名については、遺言執行者がいる場合には「亡A」と、いない場合には「亡A相続人B」と記載するのが実務の慣行である（書式解説-469頁・471頁）。遺言執行者については記載する説と記載しない説がある。
添付情報（登記規則34条1項6号、一部）は、登記原因証明情報（登記法61条・登記令7条1項5号ロ）、登記義務者（遺言者）の登記識別情報（登記法22条本文）又は登記済証、書面申請の場合には登記義務者（遺言者は存在しないので相続人又は遺言執行者）の印鑑証明書（登記令16条2項・登記規則48条1項5号及び同規則47条3号イ(1)、同令18条2項・同規則49条2項4号及び同規則48条1項5号並びに同規則47条3号イ(1)）、登記権利者の住所証明情報（不動産登記令別表30項添付情報ロ）を添付する。法人が申請人となる場合は更に代表者資格証明情報（登記令7条1項1号）も原則として添付しなければならない。
なお、農地又は採草放牧地（農地法2条1項）を特定遺贈した場合、農地法3条の許可書（不動産登記令7条1項5号ハ）を添付しなければならない（昭和43年3月2日民三170号回答）。一方、包括遺贈の場合は添付する必要はない（農地法施行規則3条5号）
遺言執行者がいる場合には、その資格を証する情報を添付しなければならない（不動産登記令7条1項2号）。具体的には、遺言により遺言執行者が指定された場合は遺言書及び遺言者の死亡により遺贈の効力が発生したことを示す戸籍謄本・除籍謄本である（昭和59年1月10日民三150号回答）。家庭裁判所で遺言執行者を選任した場合は選任の審判書及び原則として遺言書（通常家庭裁判所の選任の審判書のみでは遺言執行者が当該申請に係る不動産につき遺言を執行する権限を有するかどうか明らかでないから）であり（昭和44年10月16日民甲2204号回答、登記研究265-60頁）、死亡の事実は家庭裁判所で判断するので戸籍謄本等は不要である（登記研究447-84頁）。
遺言執行者がいない場合には、申請する人物が遺言者の相続人であることを証する情報を添付しなければならない（不動産登記令7条1項5号イ）。具体的には、遺言書（登記研究733-157頁）及び遺言者の死亡を証する戸籍謄本・除籍謄本及び相続人の戸籍謄本・抄本である。
登録免許税（不動産登記規則189条1項前段） は、受遺者が相続人でない場合は不動産の価額の1,000分の20である（登録免許税法別表第1-1(2)ハ）。受遺者が相続人である場合は相続による所有権移転登記の場合（登録免許税法別表第1-1(2)イ）と同様に不動産の価額の1,000分の4であるとされたが、この税率の適用を受けるには申請書に受遺者が相続人であることを証する書面（戸籍謄本等）の添付が必要である（平成15年4月1日民二1032号通達第1-2）。なお、端数処理など算出方法の通則については不動産登記#登録免許税を参照。